# Cerocephala
Cerocephala is een geslacht van vliesvleugeligen uit de familie Pteromalidae. De wetenschappelijke naam van dit geslacht is voor het eerst geldig gepubliceerd in 1832 door Westwood.

## Soorten
Het geslacht Cerocephala omvat de volgende soorten:
- Cerocephala aquila (Girault, 1920)
- Cerocephala caelebs (Masi, 1917)
- Cerocephala cornigera Westwood, 1832
- Cerocephala dinoderi Gahan, 1925
- Cerocephala eccoptogastri Masi, 1921
- Cerocephala petiolata Hedqvist, 1969
- Cerocephala rotunda Delucchi, 1956
- Cerocephala rufa (Walker, 1833)